# Кальдекотт, Рэндольф
Рандольф Кальдекотт (правильнее Колдекотт, англ. Randolph Caldecott; 22 марта 1846, Честер, Великобритания, — 12 февраля 1886, Сент-Огастин, Флорида, США) — британский художник и иллюстратор.

## Жизнь и творчество
Сын бизнесмена Джона Колдекотта, третий из его 13 детей. Уже в раннем детстве мальчик много рисовал и вырезал из бумаги, особенно животных и сценки из сельской жизни. После окончания школы в 15-летнем возрасте работал в банке. В 1861 году в газете The Illustrated London News был впервые опубликован его рисунок. В 1867 году Рэндольф переезжает в Манчестер, где находилось правление банка, в котором художник работал. Вечерами он посещает занятия в манчестерской Школе искусств (Manchester School of Art). Кальдекотт публикует новые свои рисунки в различных газетах и журналах. В 1870 году он, благодаря своему другу, художнику Томасу Армстронгу, знакомится с издателем солидного журнала «London Society», в котором затем печатаются многие работы Кальдекотта.
В 1872 году Кальдекотт уходит из London Society и уезжает в Лондон, где зарабатывает иллюстрированием в прессе. Он также поступает в Школу искусств Слейд, в класс Эдварда Пойнтера. Также посещает мастерскую скульптора Жюля Далу в Челси. В Лондоне среди друзей Кальдекотта были такие мастера живописи, как Д. Г. Россетти, Джордж Дюморье, Дж. Э. Милле и лорд Фредерик Лейтон. В 1876 году одно из полотен Кальдекотта впервые выставляется в Королевской академии художеств. В 1872 он становится членом Королевского общества художников-акварелистов. В 1877 году, по предложению Эдмунда Эванса, пробует свои силы в иллюстрировании детской литературы. Это начинание Кальдекотта оказалось столь успешным, что художник затем, вплоть до своей смерти, иллюстрирует ежегодно по две книги для детей (среди оформленных им книг «Три зверолова»).
Как свободный художник Кальдекотт сотрудничает с журналами «Панч» и Графика (The Graphic). В 1882 году он становится членом Королевского института акварелистов. Книжные иллюстрации художника получают международное признание. По состоянию здоровья Кальдекотт в 1886 году уехал во Флориду, где и умер незадолго до своего 40-летия.
В 1938 году в США была учреждена золотая медаль Калдекотта, которой ежегодно награждаются иллюстраторы лучших американских книг для детей и юношества.

## Галерея

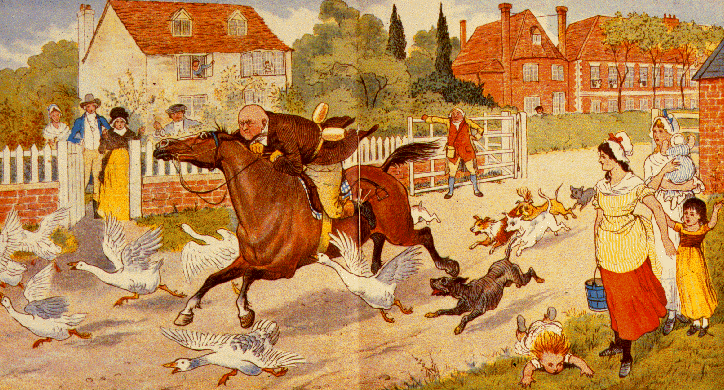
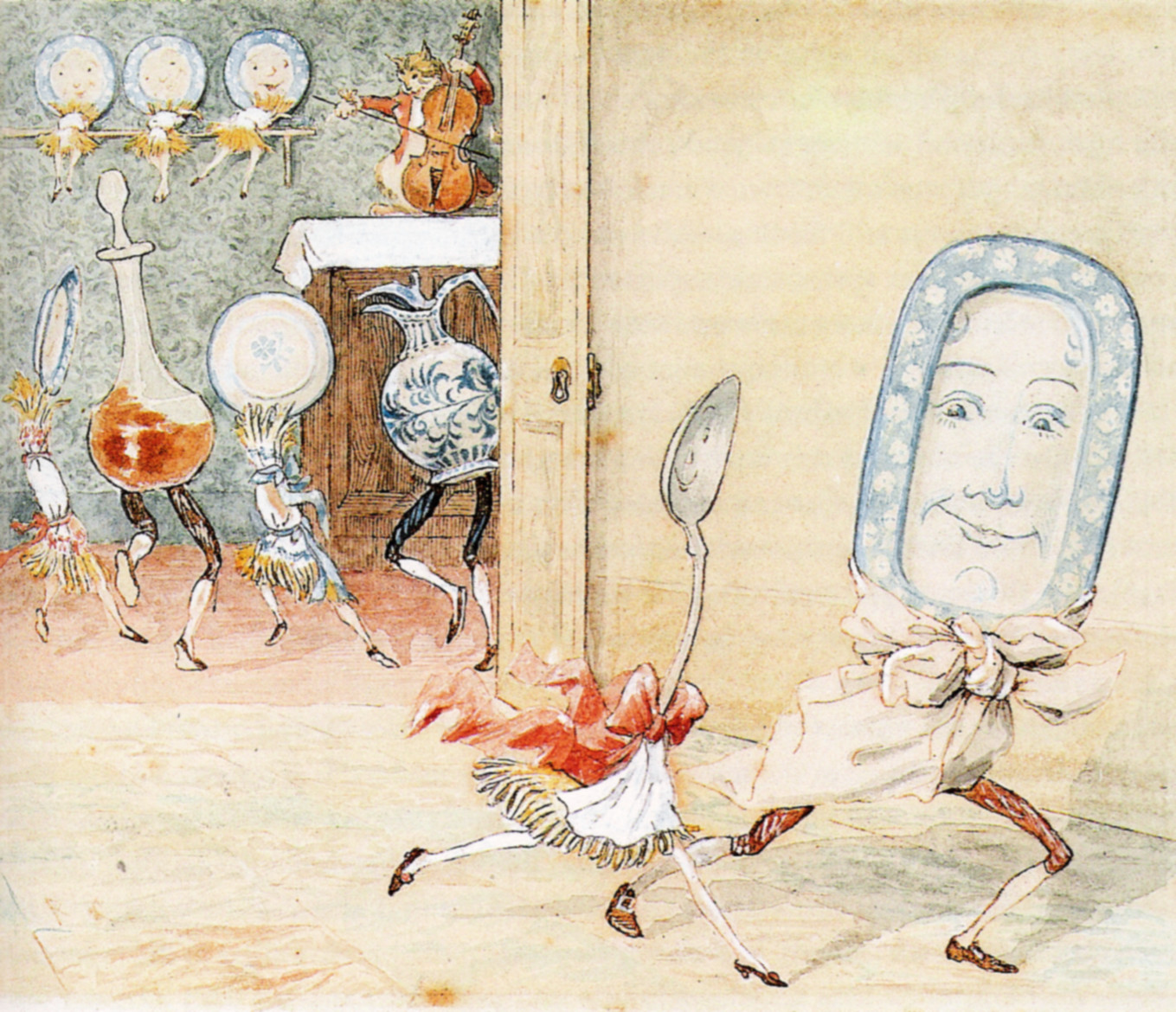
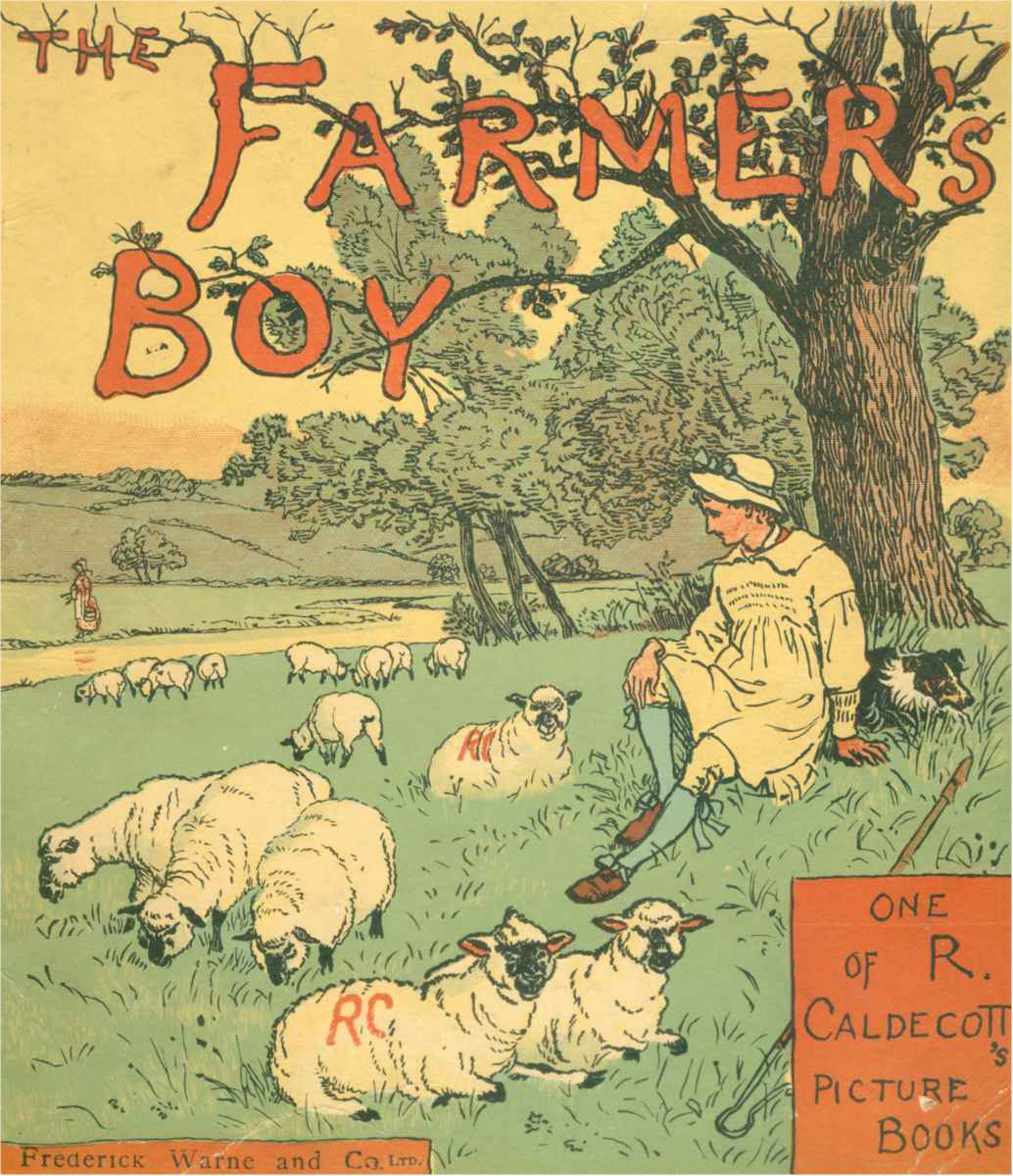
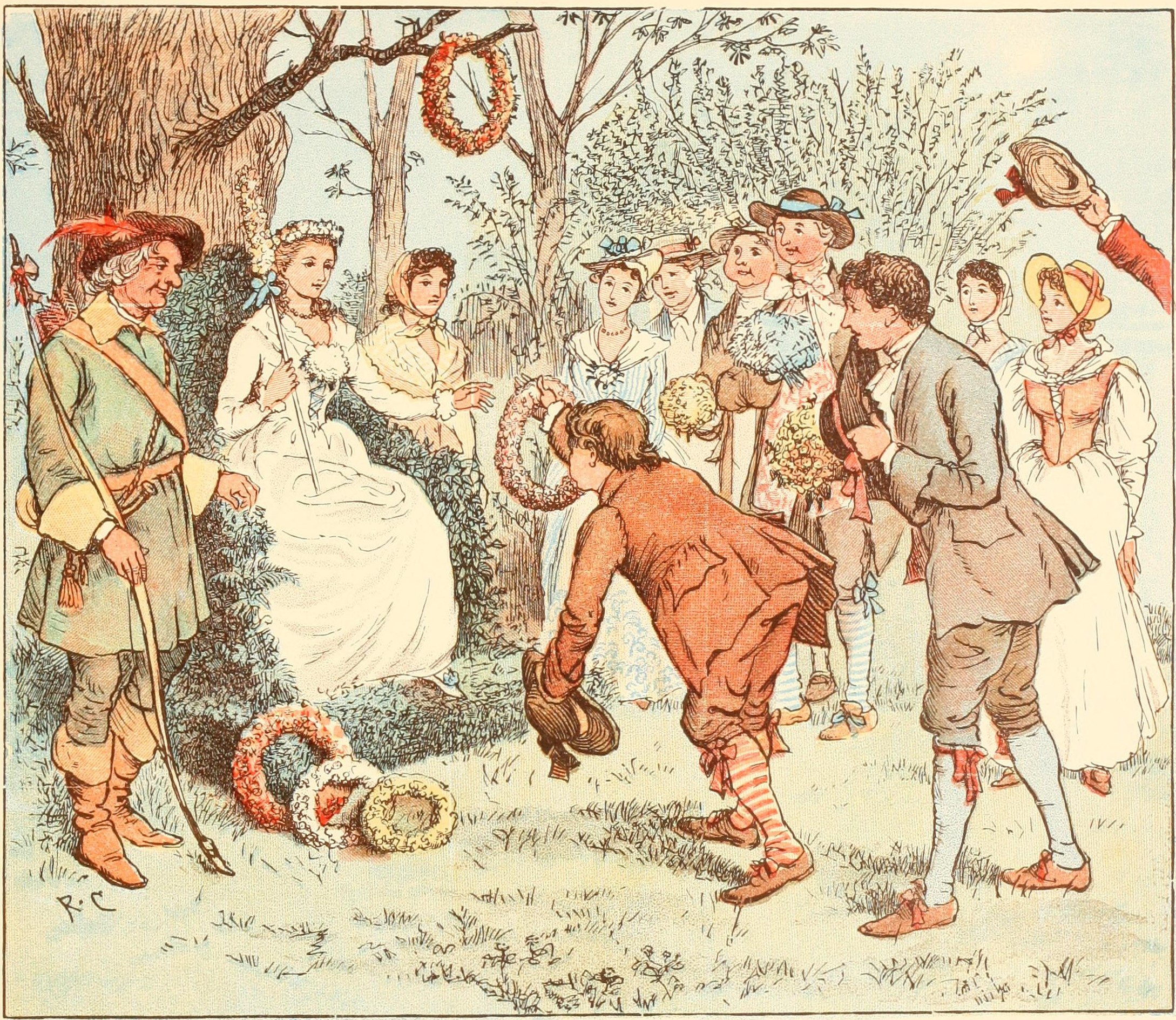
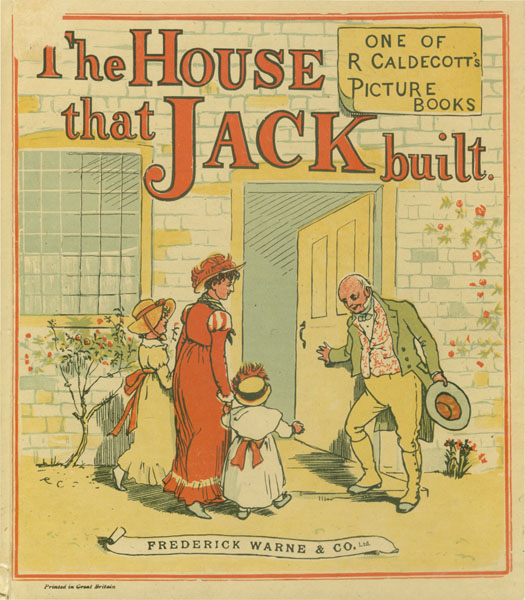